# Jihad Azour
Jihad Azour – libański ekonomista i polityk, katolik-maronita. Jest absolwentem Instytutu Nauk Politycznych w Paryżu. W 1999 r. został doradcą w ministerstwie finansów Libanu. wykładał na Uniwersytecie Amerykańskim w Bejrucie. Pracował także jako konsultant MFW. W latach 2005–2008 był ministrem finansów w rządzie Fouada Siniory.